# آنتیوخوس دهم
آنتیوخوس دهم (مرگ ۸۸ پیش از میلاد) پادشاه سلوکی بود. وی درگیر جنگ‌های خانگی دودمان سلوکی بود. او در آغاز پادشاهیش در ۹۵ به خونخواهی پدرش آنتیوخوس نهم با پسرعموی ناتنی‌اش سلوکوس ششم جنگید. سپس بر انطاکیه و گرداگردش فرمان می‌راند. در پایان او درگیر جنگ با چهار برادر سلوکوس ششم و همچنین نبطیان و اشکانیان بود.